# 가와이촌 (아이치현)
가와이촌(河合村)은 아이치현 누카타군에 설치되었던 촌이다. 현재의 오카자키시 북동부에 해당한다.